# Ciro il Giovane
Ciro il Giovane (metà V secolo a.C. – Cunassa, 401 a.C.) è stato un principe persiano, figlio di Dario II di Persia e Parisatide, fu un principe achemenide e un satrapo dell'impero persiano, famoso per aver organizzato la spedizione dei Diecimila.

## Biografia

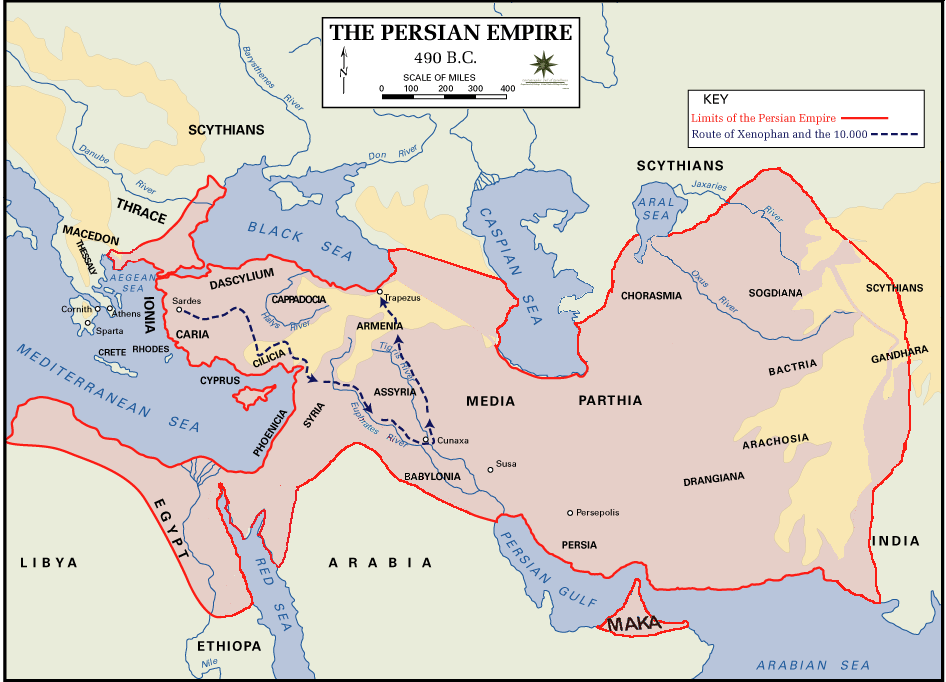

### Guerra deceleica
Per quanto sia incerta la sua data di nascita, è certo che egli fosse già nato quando suo padre salì al trono, nel 424. Quando, dopo le vittorie di Alcibiade, Dario II decise di continuare la guerra contro Atene e dare supporto economico e militare agli Spartani, egli mandò il giovane principe in Asia Minore (408 a.C.) come satrapo di Lidia, Frigia e Cappadocia (queste ultime a costituire la cosiddetta "Frigia maggiore"), e come comandante delle truppe persiane ivi dislocate.
L'aiuto che diede agli Spartani fu consistente; evidentemente ormai convinto, non senza una spinta materna, che sarebbe asceso al trono dopo la morte del padre Dario, confezionò una serie di rivendicazioni che superavano quelle del fratello maggiore Artaserse, che pur essendo figlio della stessa Parisatide non godeva dell'appoggio della madre: proprio a questo scopo servivano gli Spartani, il cui peso politico sulle faccende persiane era nullo in confronto all'eccellenza militare. Ciro trovò nel generale spartano Lisandro una persona volenterosa di aiutarlo a diventare imperatore, almeno tanto quanto lo stesso Lisandro bramava di governare l'insieme della Grecia con l'aiuto del principe persiano. Dunque, Ciro mise a completa disposizione le proprie forze a Lisandro durante la Guerra del Peloponneso, negandole tuttavia al successore di Lisandro, Callicratida; questo tipo di influenza verso un uomo preciso e non verso la polis permise a Lisandro, per quanto nominalmente sottoposto a un comandante più alto in grado, di guidare la flotta spartana dal 405 a.C., e di sbaragliare la flotta ateniese a Egospotami nel 404 a.C..

### Preparazione della spedizione
Nello stesso periodo Dario si ammalò, e chiamò il figlio al capezzale; Ciro raccolse tutti i tesori che gli erano stati destinati per passarli a Lisandro, e partì per Susa in compagnia dell'amico Tissaferne. Dopo la successione di Artaserse II, avvenuta nel 404 a.C., il satrapo di Caria Tissaferne denunciò i piani di Ciro contro il fratello – un atto inutile, poiché Ciro fu perdonato ufficialmente grazie all'intercessione di Parisatide, e gli fu concesso di tornare nella propria satrapia.
Dopo la straordinaria vittoria di Lisandro a Egospotami, lo spartano poteva definirsi governatore dell'intero mondo greco. Ciro riuscì molto astutamente a riunire la propria armata con la scusa di una disputa di confine sull'amministrazione delle città ioniche; fece anche finta di preparare una campagna militare contro i Pisidi, una popolazione nativa delle montagne del Tauro, la cui obbedienza all'impero era da sempre in discussione.
Nonostante la posizione dominante di Lisandro sia stata offuscata dal re Pausania a partire dal 403 a.C. il governo spartano gli diede tutto l'appoggio che era possibile offrire senza entrare in guerra contro Artaserse; questo portò all'ordine dato a un generale spartano, Clearco, già condannato a morte con l'accusa di crimini atroci che avrebbe commesso quando era governatore di Bisanzio, di radunare un'armata di mercenari nel Chersoneso Tracico, mentre in Tessaglia Menone di Farsalo, capo di una fazione connessa con Sparta, radunava un'altra armata.

### Spedizione dei Diecimila
Nella primavera del 401 a.C., Ciro unì le sue forze nei "Diecimila" (nome con cui si voleva indicare approssimativamente la consistenza dell'esercito mercenario) e avanzò da Sardi, senza chiarire l'oggetto della spedizione. Con un'accurata discrezione nella diffusione delle informazioni e con generose promesse riuscì a tenere gli opliti greci all'oscuro dei pericoli e della lunghezza del conflitto; una flotta spartana di 33 triremi inviata in Cilicia fece pervenire un distaccamento di 700 spartani al comando di Chirisofo al passo di Amanus, che era un passaggio obbligato per entrare in Siria.
Il Gran Re fu avvisato solo all'ultimo momento da Tissaferne sull'accaduto, e radunò le proprie truppe in gran premura; Ciro riuscì ad avanzare fino in Babilonia prima di incontrare resistenza. Si sviluppò qui la Battaglia di Cunassa, le cui più realistiche stime vedono un totale di 30.000 uomini per l'esercito di Ciro e 40.000 per quello di Artaserse.

#### Battaglia di Cunassa e morte
Ciro perse la vita proprio nella battaglia, e dai resoconti emerge la possibilità che lo stesso pretendente al trono si sia lanciato con le proprie unità contro le posizioni tenute dal fratello, venendo brutalmente ucciso nello scontro. La morte di Ciro viene però descritta da Senofonte in maniera asciutta e senza affermazioni certe, essendo lo storico ateniese impegnato nello scontro in un altro punto dello schieramento, e quindi la sua cronaca si basa unicamente su fonti di "seconda mano". I 10.400 greci si affidarono alle sapienti tattiche di Clearco, che si era tenuto sulla destra, di fronte a un'intimorita sinistra persiana – la quale decise di tenersi sulla difensiva e, dove possibile, di non affrontare affatto i leggendari opliti greci.
Nei mesi successivi Tissaferne diffuse la voce che fosse stato egli stesso a uccidere Ciro, scatenando le ire di Parisatide, la quale avrebbe avuto poi modo di vendicare il suo figlio preferito. Le truppe persiane non osarono attaccare i greci – che pur vinsero a Cunassa, ma non videro altro motivo per restare in Persia ora che chi aveva comprato le loro spade era deceduto – eppure cercarono di logorarli dall'interno, sfiancandoli e privandoli dei loro stessi generali (catturandoli a tradimento o uccidendoli) durante l'eccezionale viaggio che dalla Babilonia li avrebbe ricondotti sulle rive del Mar Nero. Le avventure che raccontano il ritorno in patria dei mercenari e dimostrano le falle difensive dell'Impero Achemenide sono descritte nel racconto di uno dei Diecimila, lo storico Senofonte, che annotò i propri ricordi nellʼAnabasi.